# 13 septembrie
ianuarie • februarie • martie  • aprilie  • mai  • iunie  • iulie  • august  • septembrie  • octombrie  • noiembrie  • decembrie
13 septembrie este a 256-a zi a calendarului gregorian și a 257-a zi în anii bisecți. Mai sunt 109 zile până la sfârșitul anului.

## Evenimente

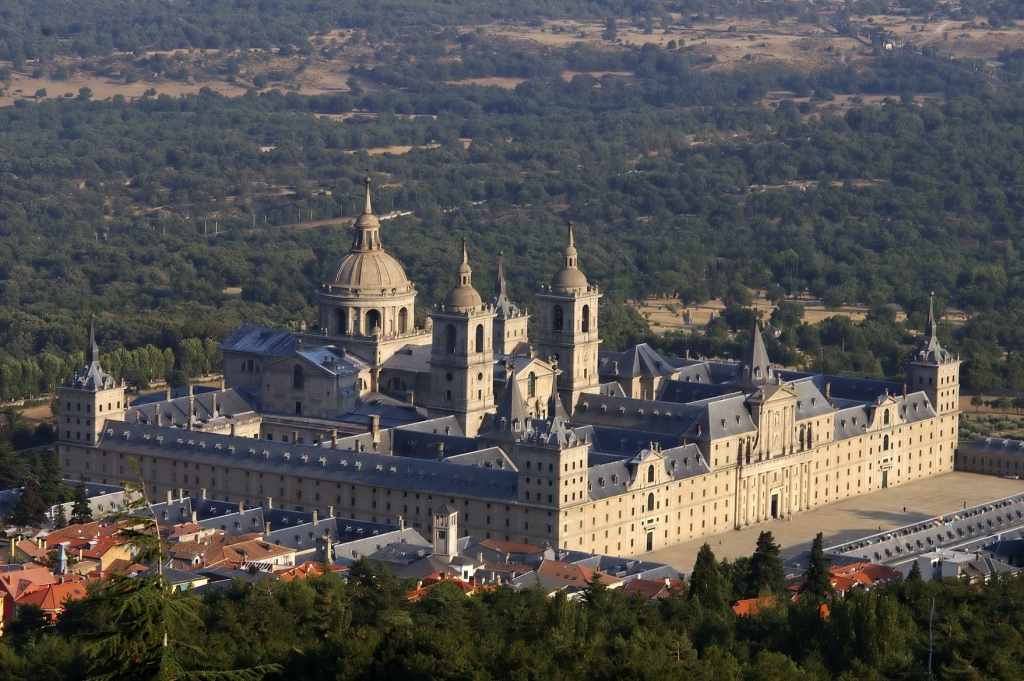
1584: În Spania se finalizează El Escorial, cea mai mare construcție a Renașterii mondiale.

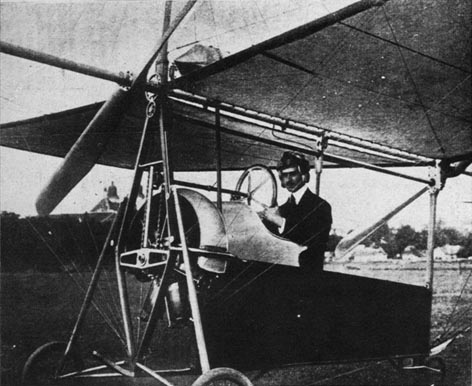
1913: Moare Aurel Vlaicu în apropiere de Câmpina, în timpul unei încercări de a traversa Munții Carpați cu avionul său, Vlaicu II.

- 0533: În bătălia de la Ad Decimum, lângă Cartagina, generalul bizantin Belizarie îl învinge pe regele vandal Gelimer și începe recucerirea Africii de nord-vest de către bizantini.
- 1501: Michelangelo începe lucrul la statuia lui David.
- 1515: Bătălia de la Marignano, Italia: Armata franceză a provocat o grea înfrângere armatei cantoanelor elvețiene.
- 1541: După trei ani de exil, Jean Calvin se întoarce la Geneva pentru a reforma biserica sub corpul unei doctrine cunoscute sub numele de calvinism.
- 1584: În Spania se finalizează El Escorial, cea mai mare construcție a Renașterii mondiale.
- 1598: Filip al III-lea devine rege al Spaniei după moartea tatălui său, Filip al II-lea al Spaniei.
- 1724: Sfințirea Mănăstirii Văcărești, ctitorie a familiei Mavrocordat. A fost cel mai valoros ansamblu arhitectonic în stil brâncovenesc și cea mai mare mânăstire din Balcani. Ca urmare a activității de „sistematizare teritorială urbană și rurală” inițiată în 1974 prin Legea nr.58, în decembrie 1984 întregul ansamblu al Mănăstirii Văcărești a fost dărâmat.
- 1745: A fost elaborat primul „Atlas geografic al Rusiei” – prima culegere de hărți ale întregului teritoriu rusesc.
- 1745: Francisc I devine împărat al Sfântului Imperiu Roman.
- 1759: În Războiul de Șapte Ani, o armată britanică a învins una franceză în bătălia de la Câmpul lui Abraham, lângă Quebec City.
- 1788: Orașul New York devine prima capitală a Statelor Unite.
- 1791: Regele Ludovic al XVI-lea al Franței acceptă noua constituție.
- 1848: O companie românească de pompieri a încercat o ultimă tentativă de apărare a revoluției de la 1848 din Țara Românească împotriva intervenției otomane în bătălia din Dealul Spirii.

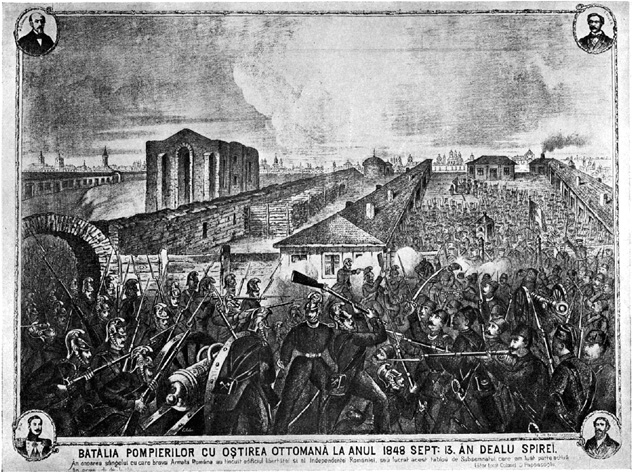
1848: O companie românească de pompieri a încercat o ultimă tentativă de apărare a revoluției de la 1848 din Țara Românească împotriva intervenției otomane în bătălia din Dealul Spirii.

- 1850: Prima ascensiune a Piz Bernina, cel mai înalt vârf din Alpii Retici, de către topograful elvețian Johann Coaz și asistenții săi, frații Jon și Lorenz Ragut Tscharner.
- 1902: Intră în vigoare „Legea pentru organizarea meseriilor”, cunoscută sub numele de Legea Missir, adoptată la 5 martie 1902.
- 1913: Moare Aurel Vlaicu în apropiere de Câmpina, în timpul unei încercări de a traversa Munții Carpați cu avionul său, Vlaicu II.
- 1917: Stabilirea relațiilor diplomatice dintre România și Japonia. Regele Ferdinand I al României semnează decretul de numire a lui Nicolae Xenopol ca ministru plenipotențiar la Tokyo.
- 1917: La Fatima în Portugalia se consemnează o apariție a Fecioarei Maria.
- 1922: La Al'Aziziyah, în Libia se înregistrează recordul absolut de temperatură la umbră: 57,7 °C.
- 1939: Al Doilea Război Mondial: Canada intră în război.
- 1940: Al Doilea Război Mondial: Italia invadează Egiptul.
- 1968: Albania părăsește Pactul de la Varșovia.
- 1987: Accidentul de la Goiânia, Brazilia: Un echipament de radioterapie scos din uz este furat dintr-un spital abandonat din Goiânia, Brazilia. În următoarele săptămâni, patru oameni mor din cauza efectelor iradierii, 28 de persoane au fost rănite, iar unele părți ale orașului au fost contaminate.
- 1993: După mai multe runde de negocieri desfășurate în secret în Norvegia, primul ministru al Israelului, Itzhak Rabin și liderul OEP Yasser Arafat au semnat acordurile de la Oslo.
- 1994: Sonda spațială Ulysses trece pe lângă Polul Sud al Soarelui.
- 1997: Alegeri municipale organizate de OSCE. Aceste alegeri încheiau procesul de creare a instituțiilor legale din Bosnia și Herțegovina, după alegerile generale din 14 septembrie 1996.
- 2018: Regia Autonomă de Transport București este reorganizată și își schimbă numele în Societatea de Transport București.

## Nașteri

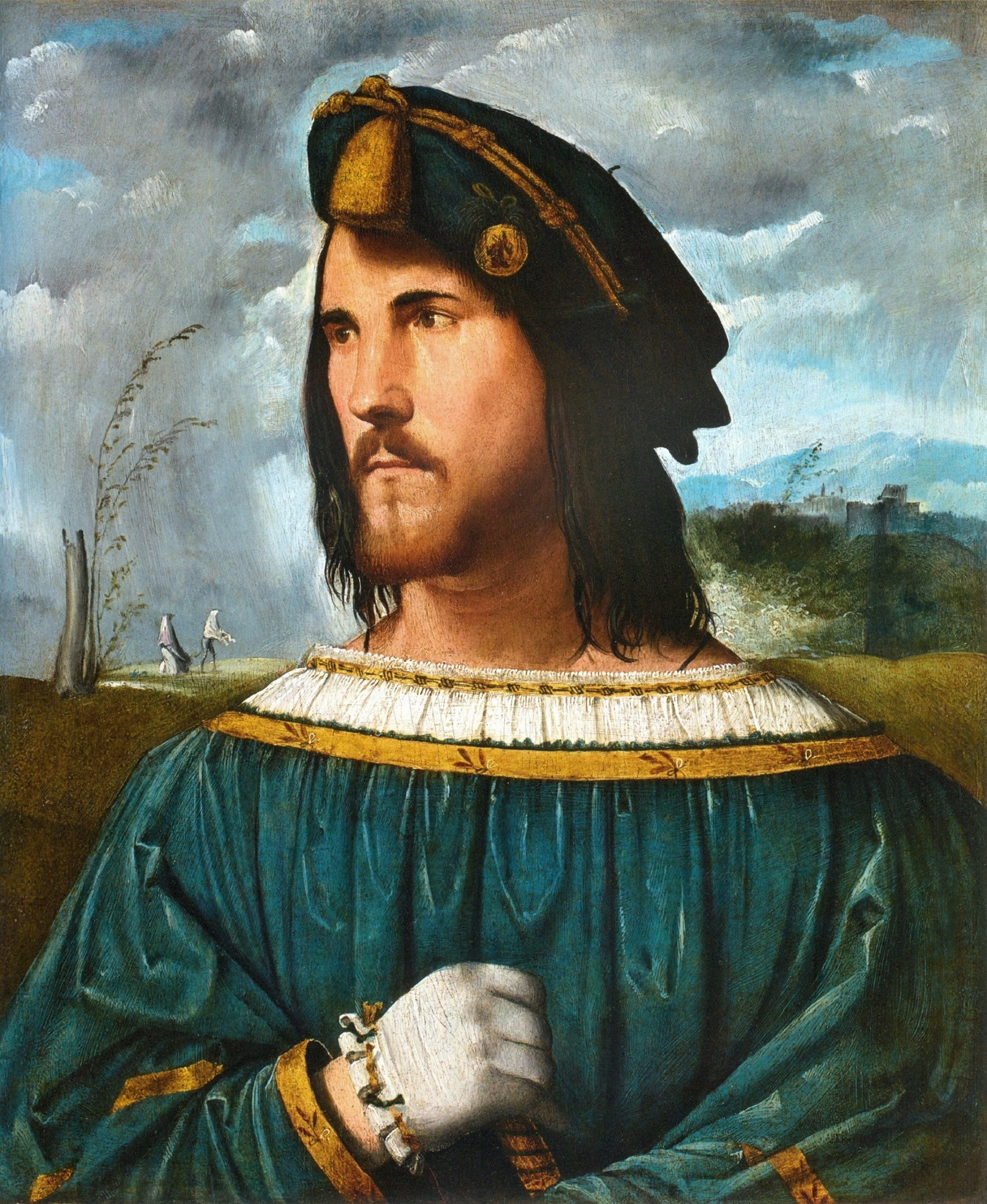
Cesare Borgia, cardinal italian
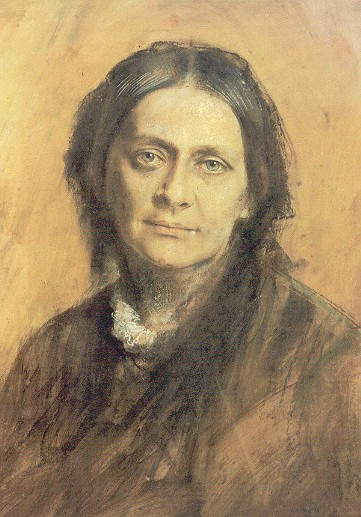
Clara Schumann, pianistă și compozitoare germană
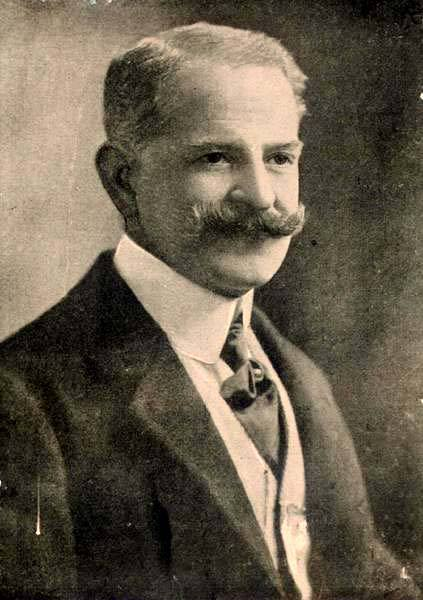
Thoma Ionescu, medic român, întemeietorul școlii românești de chirurgie și de anatomie topografică

- 1087: Ioan II Comnen, împărat bizantin (d. 1143)
- 1475: Cesare Borgia, politician și cardinal italian (d. 1507)
- 1520: William Cecil, Baron Burghley, consilier al reginei Elisabeta I a Angliei (d. 1598)
- 1601: Jan Brueghel cel Tânăr, pictor flamand (d. 1678)
- 1676: Élisabeth Charlotte de Orléans, ducesă de Lorena, Bar și de Teschen (d. 1741)
- 1819: Clara Schumann, pianistă și compozitoare germană (d. 1896)
- 1822: Félix-Joseph Barrias, pictor francez (d. 1907)
- 1830: Marie von Ebner-Eschenbach, scriitoare austriacă de origine cehă (d. 1916)
- 1838: Otto Friedrich August Benndorf, arheolog, membru de onoare al Academiei Române (d. 1907)
- 1860: Thoma Ionescu, medic român, întemeietorul școlii românești de chirurgie și de anatomie topografică, membru de onoare al Academiei Române (d. 1926)
- 1860: John Pershing, general american (d. 1948)
- 1863: Ernst II, Prinț de Hohenlohe-Langenburg (d. 1950)
- 1874: Arnold Schonberg, compozitor și teoretician muzical austriac (d. 1951)
- 1876: Sherwood Anderson, scriitor, unul dintre creatorii prozei americane moderne (d. 1941)

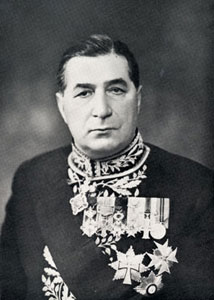
Matila Ghyka, ofițer de marină, estetician, matematician, inginer, istoric, scriitor și diplomat român
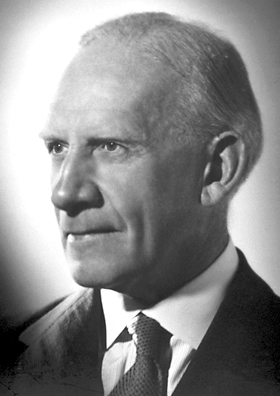
Robert Robinson, chimist britanic, laureat Nobel
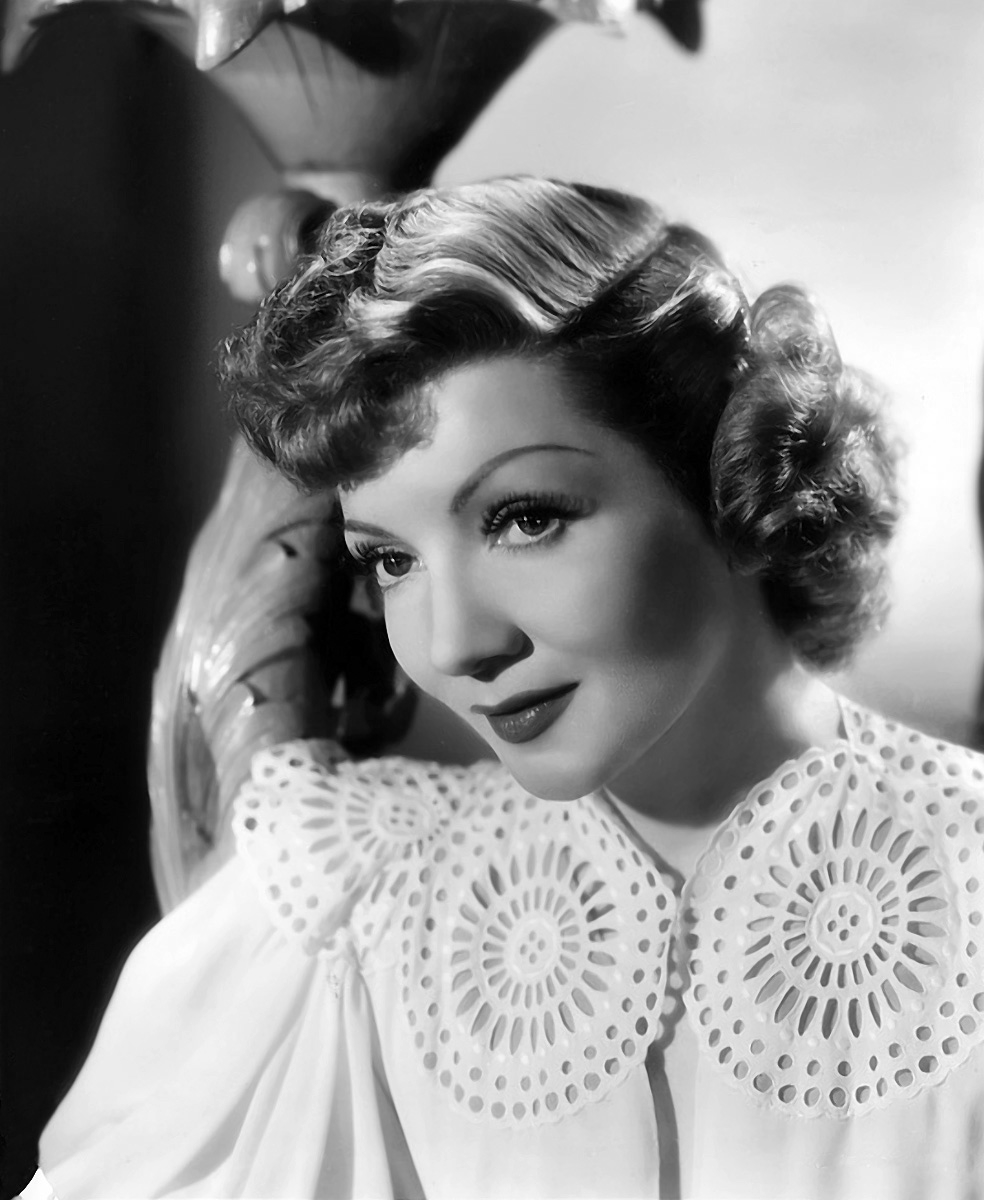
Claudette Colbert, actriță americană, laureată Oscar

- 1881: Matila Ghyka, ofițer de marină, estetician, matematician, inginer, scriitor, istoric și diplomat român (d. 1965)
- 1886: Sir Robert Robinson, chimist britanic, laureat al Premiului Nobel (1947), (d. 1975)
- 1887: Lavoslav Ružička, chimist elvețian de origine croată, laureat al Premiului Nobel (1939), (d. 1976)
- 1892: Prințesa Victoria Luise a Prusiei, ducesă de Brunswick (d. 1980)
- 1899: Corneliu Zelea Codreanu, politician român, liderul și fondatorul Gărzii de Fier (d. 1938)
- 1903: Claudette Colbert, actriță americană, laureată a Premiului Oscar (d. 1996)
- 1908: Edgar Papu, specialist român în literatură comparată și filosof al culturii (d. 1993)
- 1922: Sergiu Al-George, filolog și orientalist român (d. 1981)
- 1924: Maurice Jarre, compozitor francez (d. 2009)
- 1929: Ecaterina Oproiu, critic de film, realizatoare de filme documentare, dramaturg român (d. 2024)
- 1929: Christopher Plummer, actor canadian (d. 2021)
- 1940: Óscar Arias Sánchez, politician, președinte al Republicii Costa Rica, laureat al Premiului Nobel
- 1941: Ahmet Necdet Sezer, politician turc, al 10-lea președinte al Turciei
- 1942: Béla Károlyi, antrenor român de gimnastică (d. 2024)
- 1943: Mircea Ciumara, politician român (d. 2012)
- 1944: Jacqueline Bisset, actriță franceză
- 1948: Sitiveni Rabuka, politician, sportiv și fost militar din Fiji, prim-ministru
- 1952: Augustin Pop, poet și eseist român (d. 1998)

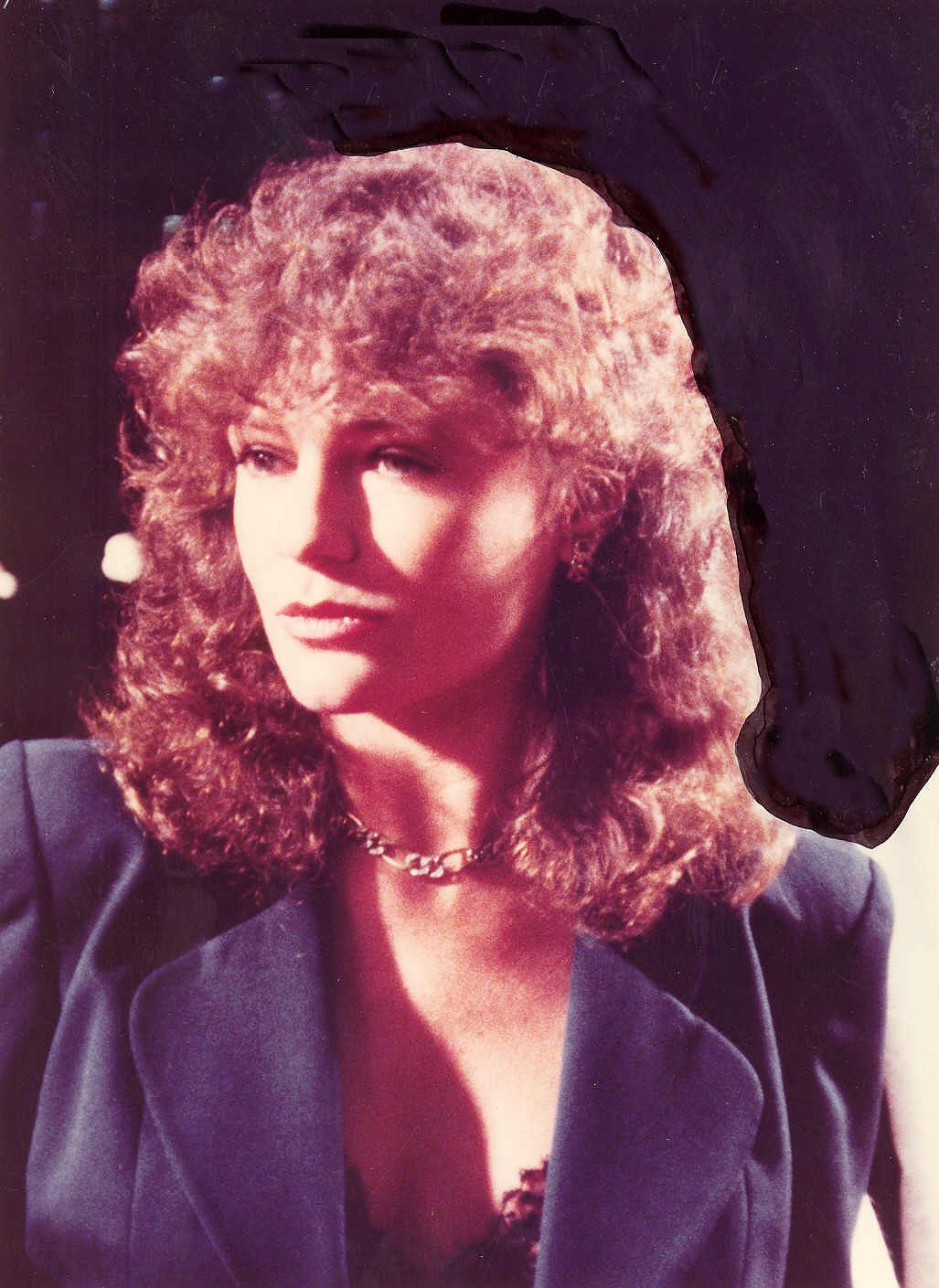
Jacqueline Bisset, actriță franceză
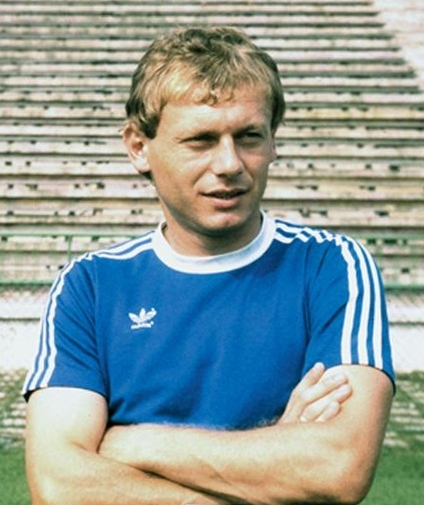
Ilie Balaci, jucător și antrenor român de fotbal
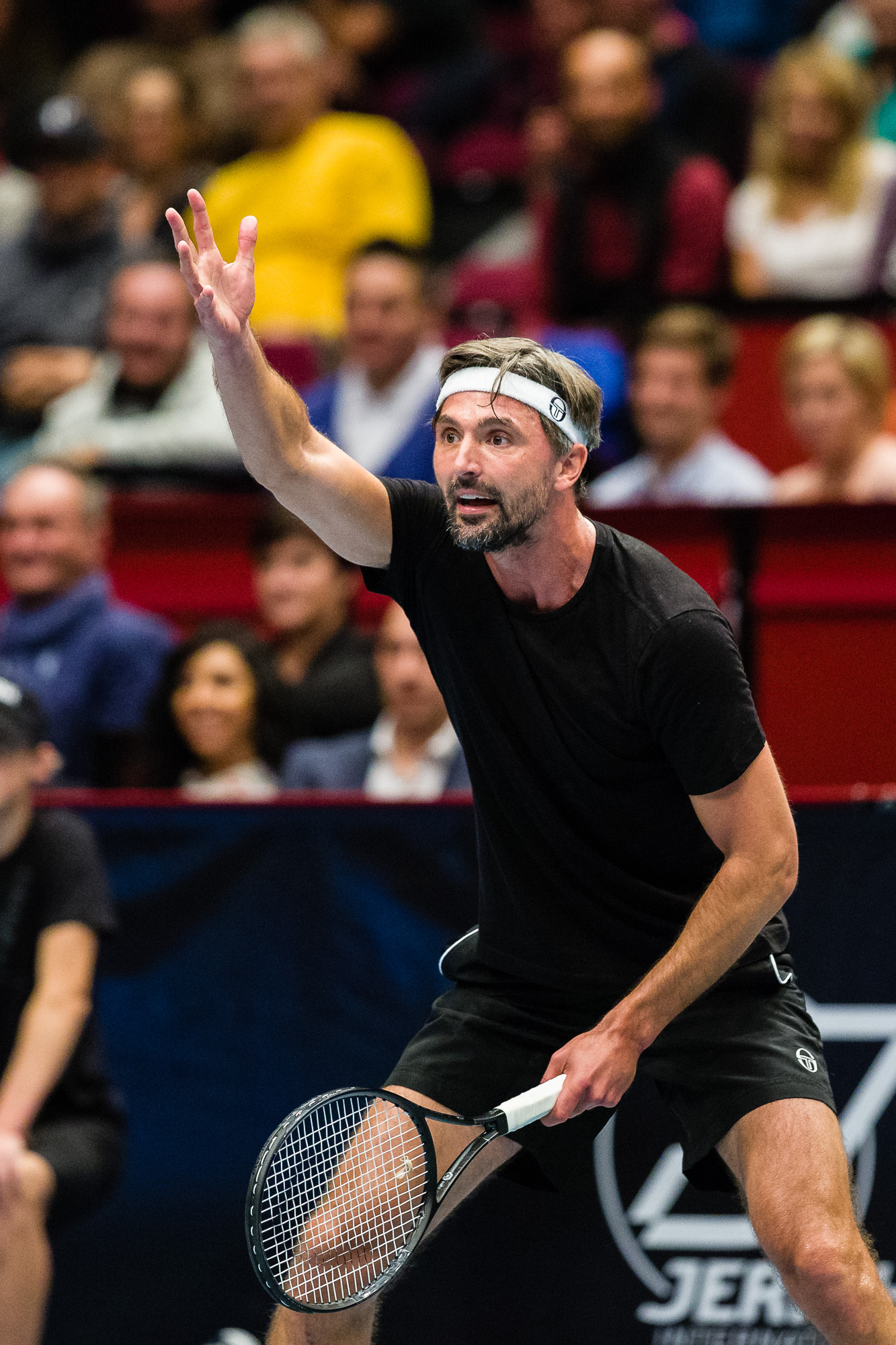
Goran Ivanišević, jucător croat de tenis

- 1956: Ilie Balaci, jucător și antrenor român de fotbal (d. 2018)
- 1961: Dave Mustaine (n. David Mustaine), cântăreț, chitarist, compozitor, autor și actor american, liderul trupei Megadeth
- 1965: Sam Mostyn, femeie de afaceri și susținătoare a diverselor cauze sociale din Australia, al 28-lea guvernator general al Australiei (din 2024)
- 1971: Goran Ivanišević, jucător croat de tenis
- 1973: Abbath Doom Occulta, muzician norvegian
- 1989: Thomas Müller, fotbalist german
- 1993: Niall Horan, cântăreț și compozitor irlandez
- 1995: Robbie Kay, actor britanic
- 1996: Lili Reinhart, actriță americană

## Decese
- 0081: Titus, împărat roman (n. 39)
- 1409: Isabella de Valois,  prințesă a Franței, regină a Angliei (n. 1389)
- 1592: Michel de Montaigne, scriitor și moralist francez (n. 1533)
- 1598: Regele Filip al II-lea al Spaniei (n. 1527)
- 1612: Karin Månsdotter, regină consort a Suediei (n. 1550)
- 1705: Prințul Georg de Hesse-Darmstadt, mareșal al armatei austriece, vicerege al Cataloniei (n. 1669)
- 1847: Prosper Marilhat, pictor orientalist francez (n. 1811)
- 1847: Nicolas Oudinot, mareșal francez (n. 1767)
- 1848: Maria Isabela a Spaniei, infantă a Spaniei și regină a Regatului celor Două Sicilii (n. 1789)
- 1872: Ludwig Feuerbach, filosof german (n. 1804)
- 1873: Eduardo Rosales, pictor spaniol (n. 1836)

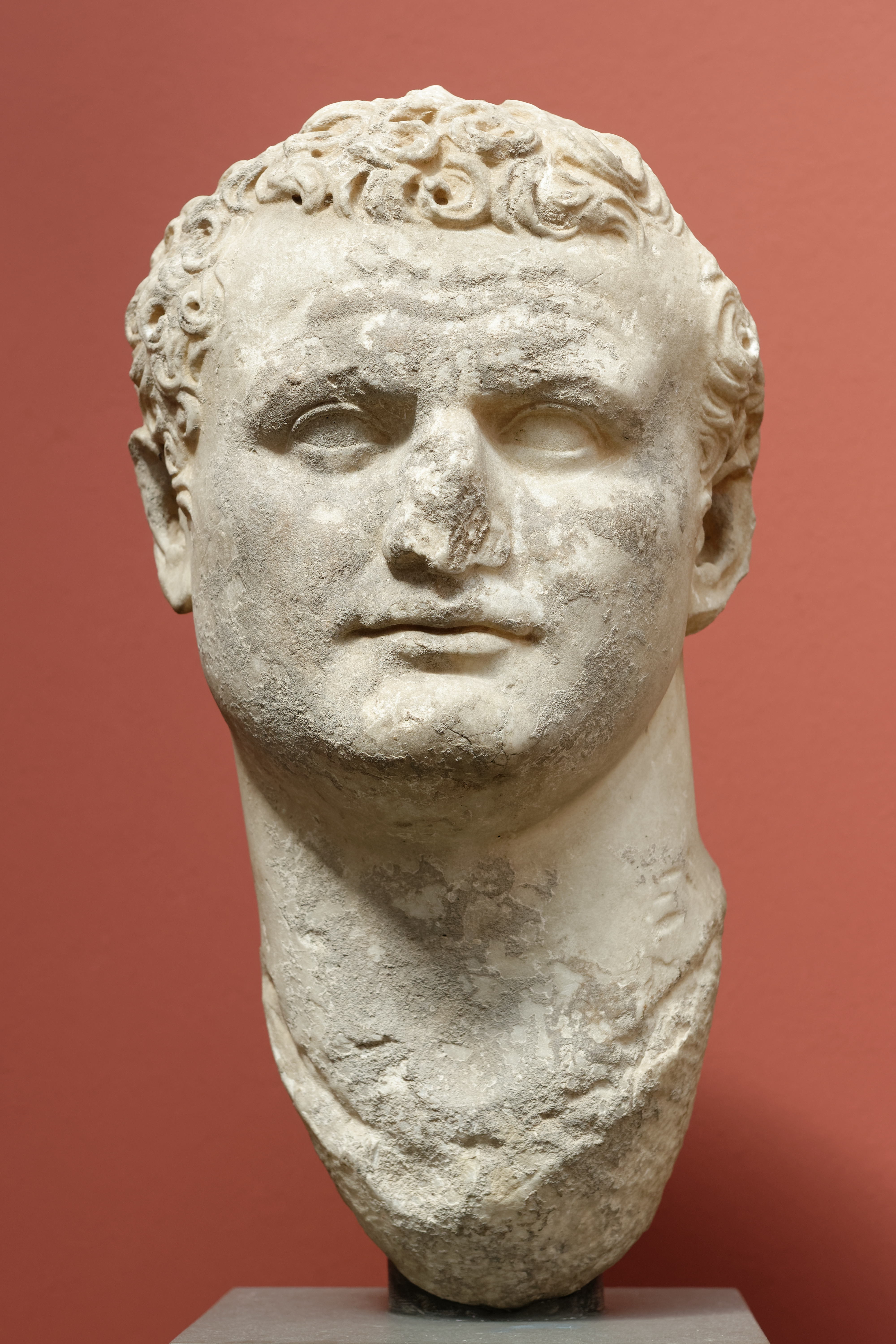
Titus, împărat roman
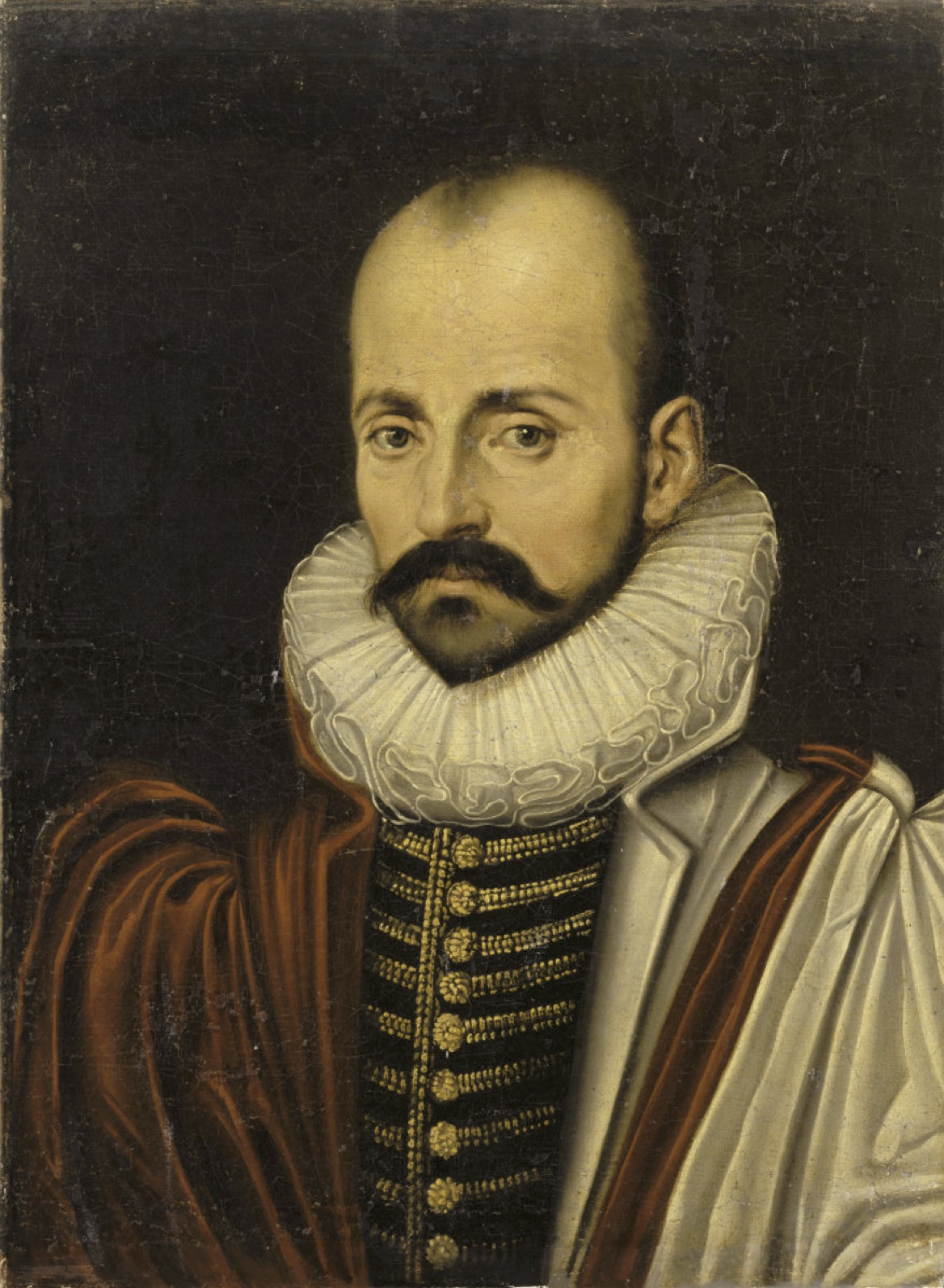
Michel de Montaigne, scriitor și moralist francez
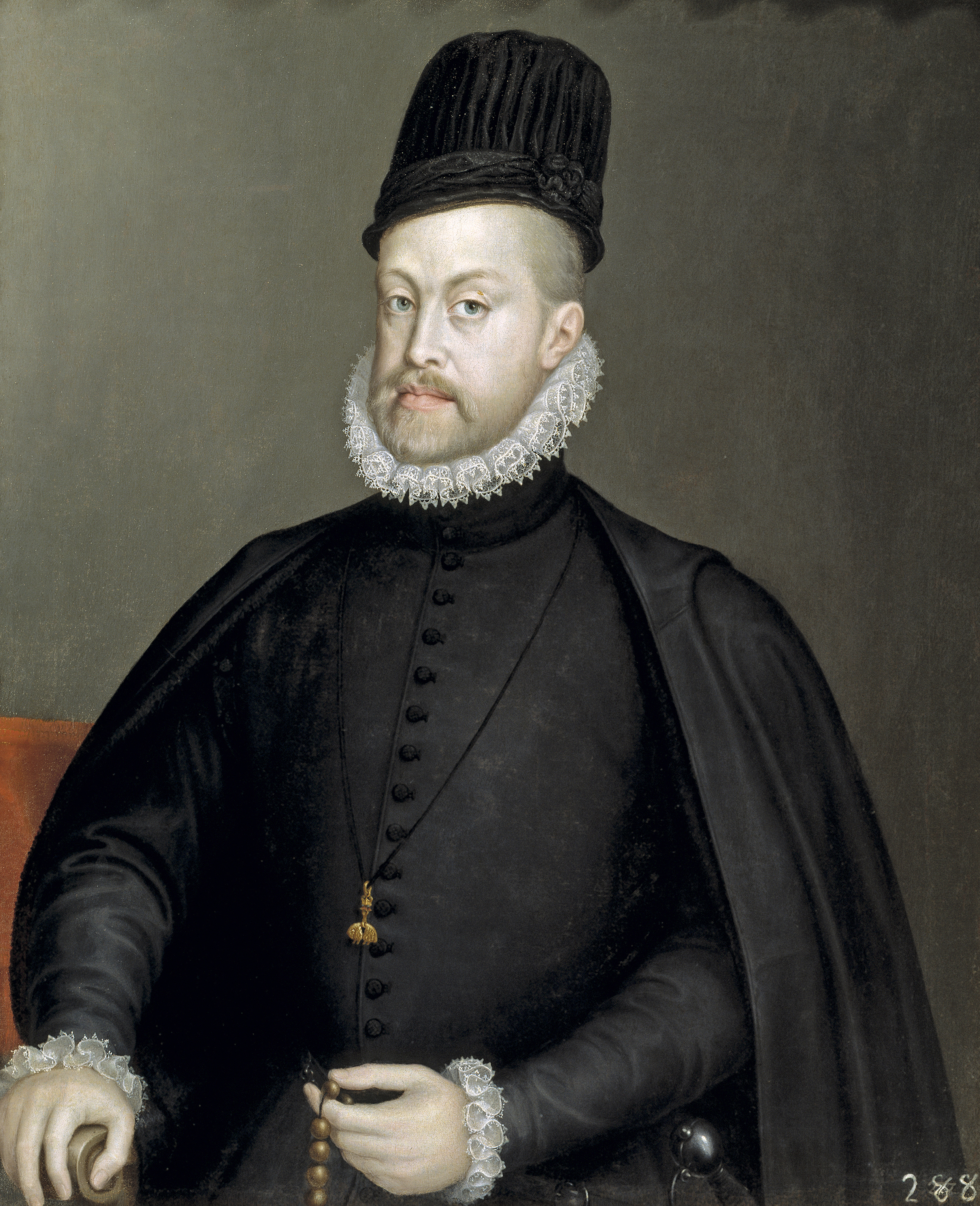
Regele Filip al II-lea al Spaniei

- 1881: Ambrose Burnside, ofițer, director de căi ferate, inventator, industriaș și om politic american (n. 1824)
- 1906: Prințul Albert al Prusiei (n. 1837)
- 1912: Joseph Furphy, romancier australian (n. 1843)
- 1913: Aurel Vlaicu, inginer, inventator și pionier al aviației române și mondiale (n. 1882)
- 1918: Eduard, Duce de Anhalt, prinț german din Casa de Ascania (n. 1861)
- 1928: Italo Svevo, scriitor și dramaturg italian (n. 1861)
- 1931: Lili Elbe, artistă daneză transsexuală (n. 1882)
- 1931: Friedrich Leopold al Prusiei, prinț al Prusiei (n. 1865)
- 1949: August Krogh, medic și zoolog danez, laureat al Premiului Nobel pentru Medicină (n. 1874)
- 1970: Sanda Movilă, poetă și o romancieră română (n. 1900)
- 1977: Leopold Stokowski, dirijor american de origine poloneză (n. 1882)
- 1987: Mervyn LeRoy, regizor american (n. 1900)
- 1996: Tupac Shakur (n. Lesane Parish Crooks), rapper și actor american (n. 1971)
- 1998: Constantin Foamete, sculptor român (n. 1932)

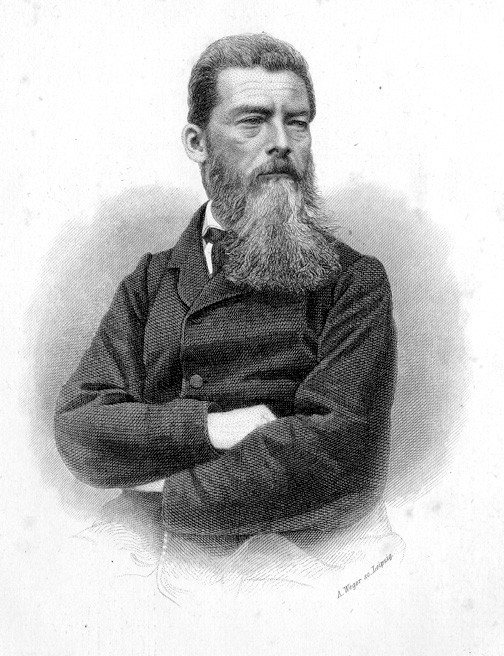
Ludwig Feuerbach, filosof german
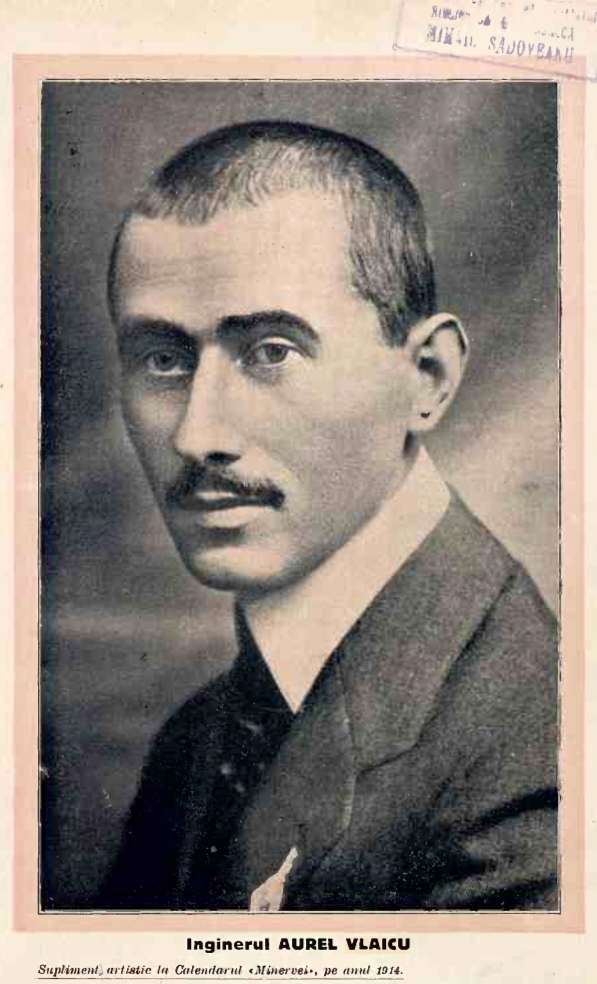
Aurel Vlaicu, inginer, inventator și pionier al aviației române și mondiale
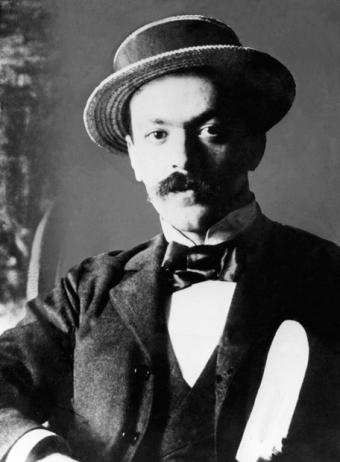
Italo Svevo, scriitor italian

- 2010: Anton Șuteu, compozitor român (n. 1947)
- 2013: James Bradford, halterofil american (n. 1928)
- 2017: Frank Vincent, actor american (n. 1937)
- 2021: Ileana Iordache, actriță română de teatru, film și televiziune (n. 1930)
- 2022: Jean-Luc Godard,  regizor, scenarist și critic de film franco-elvețian (n. 1930)
- 2023: Mircea Snegur, politician moldovean, primul președinte al Republicii Moldova (1990–1997) (n. 1940)

## Sărbători
- România : Ziua Pompierilor (la 13 septembrie 1848, a avut loc bătălia din Dealul Spirii între pompierii conduși de Pavel Zăgănescu și trupele otomane conduse de Kerim Pașa)